# Czeremoszna
Czeremoszna (ukr. Черемошна, hist. Fereskul,  Fereskula) – wieś w rejonie wierchowińskim, w iwanofrankiwskim Ukrainy.
W okresie II Rzeczypospolitej stacjonowała w niej placówka Straży Celnej ze składu komisariatu Straży Celnej „Uścieryki”.

## Urodzeni
- Hałyna Petrosaniak